# Castillo de Enrique II
Castillo de Enrique II är en befästning i Spanien. Den ligger i Ciudad Rodrigo i provinsen Salamanca och regionen Kastilien och Leon. Enligt en inskription ovanför porten uppfördes befästningen 1372. Byggherre var kung Henrik II av Kastilien (spanska: Enrique II) som också var namngivande.